# Genius
Genius (укр. Геній) — основна торговельна марка тайванської корпорації KYE Systems, виробника комп'ютерної периферії. Заснована у 1983 році. Штаб-квартира знаходиться у місті Тайбей, Тайвань. Має офіційні представництва в США, Великій Британії, Німеччині і Китаї (Гонконг). Нараховує понад 5 тис. співробітників по всьому світу. Оборот на 2007 склав близько $ 440 млн.

## Продукція
Під маркою Genius корпорація KYE Systems випускає Графічні планшети, ігрові маніпулятори, клавіатури, комп'ютерні миші, навушники і гарнітури, акустичні системи для персональних комп'ютерів, вебкамери.

## Логотип
Змінили 1 логотип. Нинішній — 2-ий за рахунком.
- У 1983–2001 роках логотипом було слово «Genius» червоного кольору, де буква «G» була стилізована під звичайну мишу.
- З 2001 по теперішній час логотип схожий на спрямовану вгору стрілку і людини що летить, гамма — червоний і чорний, ліворуч від нього слово «Genius» чорного кольору і змінився шрифт.